# Valerii Dmitriev
Valeri Dmitriev of Dmitrijev (Kazachs: Валерий Дмитриев) (Alma-Ata, 10 oktober 1984) is een Kazachs voormalig professioneel wielrenner die uitkwam voor onder andere Astana.

## Overwinningen
2004
- 3e etappe Giro delle Regione (U23)

2005
- Eindklassement Ronde van Griekenland

2006
- 5e etappe Ronde van Egypte

## Resultaten in voornaamste wedstrijden
| Jaar | Milaan-San Remo |
| ---- | --------------- |
| 2010 | 145e            |